# Bussea
Bussea é um género botânico pertencente à família Fabaceae.